# Generaliseret koordinat
Et generaliseret eller konjugeret koordinat er en fysisk størrelse, som kan bruges til at beskrive et system. Koordinatet kan fx være en rumlig afstand x, men kan også være en vinkel eller noget mere abstrakt, hvoraf det generaliserede kommer. Konceptet er vigtigt, idet det giver flere muligheder for at beskrive et system, og man kan dermed vælge den mest fordelagtige.
Et simpelt eksempel ville være et svingende pendul med en masse m i et tyngdefelt. Hvis loddet svinger i et xy-plan, kan massens position beskrives ud fra x- og y-koordinaten, men det er simplere at beskrive med vinklen af udsvinget samt afstanden til origo. Det ses, at der stadig er to koordinater, men afstanden til origo kan blot sættes til at være en konstant, hvorfor kun ét koordinat varierer.
Når det generaliserede koordinat afledes mht. tiden, fås den generaliserede hastighed, hvilket igen kan bruges til at definere en generaliseret impuls og generaliseret kraft.
| Fysik | Spire Denne artikel om fysik er en spire som bør udbygges. Du er velkommen til at hjælpe Wikipedia ved at udvide den. |